# アトラス・ソサイエティ
アトラス・ソサイエティ（英語: The Atlas Society、略称TAS）は、アイン・ランドの思想（オブジェクティビズム）を研究し提唱するアメリカ合衆国の組織である。オブジェクティビズムが「閉じた体系」か「開いた体系」かをめぐる見解の対立から、1990年にアイン・ランド協会から離脱した。

## 沿革
アトラス・ソサイエティは、哲学研究者のデヴィッド・ケリー (David Kelley)により、1990年に「オブジェクティビスト・スタディーズ研究所（Institute for Objectivist Studies）」として設立された。1999年には「オブジェクティビスト・センター（The Objectivist Center）」に改称した。この改称と同じ年、ランドの小説の読者でランドの思想書になじみがない人々を対象にした同好会を設立し、「アトラス・ソサイエティ」と名付けた。
2006年6月5日、同組織は「アトラス・ソサイエティ」を組織の公式の名称に変更し、それまでの「オブジェクティビスト・センター」は学術活動のための名称として引き続き使用すると発表した。
現在アトラス・ソサイエティは年1回の「アトラス・サミット」等の会議を主催するほか、学術研究、学生への指導、パンフレットや研究書などの発行、メディアへのコメンテーターの派遣、大学サークルへの講師の派遣などを行っている。

## 見解
同組織の設立者のケリーは、オブジェクティビズムは「開いた体系」であると信じている。このため同組織が主催する討論会では、「寛容でオープンな議論と自由な討議（"tolerant, open debate and free discussion"）」とケリーが名付けたポリシーが採用されている。同組織は、リバタリアンたちと協同してのジョイント・プロジェクトの実施や、ランドが1960年に絶交したナサニエル・ブランデン（Nathaniel Branden）との協働なども行っている。